# Disqus
Disqus is een online dienst die een centraal discussieplatform voor websites biedt. Het werd opgericht in mei 2007 en opereert vanuit San Francisco in de Verenigde Staten.

## Beschrijving
Disqus werd opgericht door Daniel Ha en Jason Yan en verkreeg zijn startkapitaal als start-up via Y Combinator. De spin-off vond plaats op 30 oktober 2007. Men haalde in 2011 een durfkapitaal op van 10 miljoen Amerikaanse dollar.
Disqus werkt onder het freemium-model, dat betekent dat de basisfuncties gratis zijn, en voor extra functies betaald moet worden door de website-eigenaar. Disqus kan worden geïntegreerd met websites, blogs en sociale mediasites, zoals bijvoorbeeld Twitter en Facebook. Ook websites van CNN, Wired en National Geographic hebben de dienst verwerkt in hun platform.
Eind 2017 werd de organisatie onderdeel van marketingbedrijf Zeta Global.

## Privacy en datalek
Na onderzoek bleek dat gegevens van gebruikers werden overgedragen aan de VS, en daarom werden onderworpen aan de Amerikaanse wetgeving inzake gegevensbescherming. Als de gebruiker een Disqus-account heeft, zijn al zijn opmerkingen toegankelijk op alle websites die Disqus gebruiken. Dit leidde tot discussies over gegevensbescherming en de mogelijkheid van anonieme opmerkingen.
In 2013 gebruikte de Zweedse hackergroep "Researchgruppen" de programmeerinterface van de commentaarfunctie om toegang te krijgen tot e-mailadressen van Disqus-gebruikers. In 2017 maakte Disqus een datalek bekend waarbij 17,5 miljoen gebruikersgegevens zijn gestolen uit een database uit 2012.
De Noorse Data Protection Agency (DPA) maakte in 2021 bekend voornemens te zijn een boete op te leggen van 25 miljoen Noorse kronen (circa 2,5 miljoen euro) vanwege het niet naleven van de Europese algemene verordening gegevensbescherming (AVG) regelgeving, die ook geldt in dat land. Disqus zou volgens privacywaakhond DPA gebruikersgegevens verzamelen en deze met adverteerders delen zonder toestemming van de websites die Disqus als platform gebruiken.